# Штирлиц, или Как размножаются ёжики
«Штирлиц, или Как размножаются ёжики» — юмористическое произведение Павла Асса (Павел Николаевич Афонин) и Нестора Бегемотова (Олег Валентинович Романов), написанное ими в 1986—1987 годах. «Роман-анекдот» о похождениях советского разведчика Штирлица.

## История создания

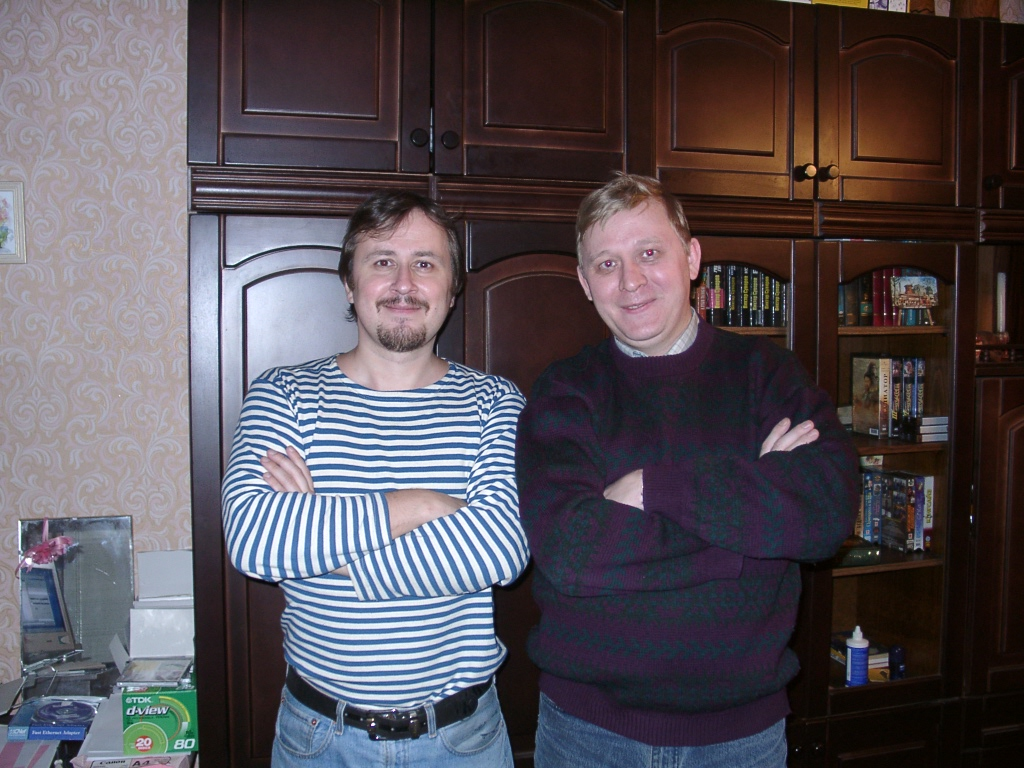
Павел Асс (слева) и Нестор Бегемотов, 2001 год

Асс и Бегемотов познакомились в 1985 году в Москве во время обучения в МЭИ: оба увлекались музыкой и литературой, публиковались под псевдонимами в студенческих изданиях. На третьем курсе института у них возникла мысль совместно написать «роман-анекдот» в русле популярных и многочисленных анекдотов про Штирлица.
К предыдущему замыслу тогда же добавились увлечение музыкой (оба играли в джаз-роковой команде «Левый рейс») и желание иметь электрогитару, денег на которую заведомо не было. Как юмористичный ответ на это обстоятельство друзья объявили на факультете о создании «Общества Охраны Ёжиков», в которое принимался любой, желающий платить взносы. Целью сбора взносов была заявлена покупка новой аппаратуры, запись на ней трёх альбомов, средства от продажи которых пойдут «на охрану ёжиков по всем таёжным уголкам России».
Осенью 1986 года студентов МЭИ вновь в принудительном порядке «отправили на картошку» в подмосковное Михнево. Там в минуты отдыха и был написан базовый вариант произведения, в котором друзья соединили изначальную тему Штирлица с идеей про спасение ёжиков. При этом было решено писать свой собственный сюжет и шутки, все распространённые на тот момент анекдоты про Штирлица были убраны. В тексте был оставлен ровно один на подтему «Штирлиц подумал» — как отсылка к архетипу для ожидаемых читателей. Текст позднее дорабатывался и к 1987 году приобрёл нравящийся авторам вид, однако именно «картофельная версия», как они её называли, приобрела наибольшую популярность.

## Сюжет
Произведение начинается с задающего атмосферу абсурдизма силлепса «За окном шёл снег и рота красноармейцев». Силлепс в первой фразе затем стал визитной карточкой и прочих продолжений.
Герои и время действия (весна 1945 года, Берлин) формально соответствуют прототипам в сериале «Семнадцать мгновений весны» и им же в романе Юлиана Семёнова, по которому сериал был снят. Однако за этими условными декорациями узнаваемы приметы повседневной жизни молодёжи в позднем СССР.

## Публикации

### Первичная публикация
Текст с черновиков был набран авторами на ЕС ЭВМ в компьютерном центре МЭИ, там же распечатана пара десятков копий и роздана друзьям на факультете.
Значительно позднее, в середине 1990-х, на сайте института была открыта «Литературная страничка Асса и Бегемотова» (как сетевой литературный альманах «Пан Бэ»), где выкладывались новые произведения и новости о прежних.

### Вирусная популярность
Дальнейшие события прежде всего объяснимы стремительной компьютеризацией и разрешением на частную коммерческую деятельность в СССР, которым открылся второй этап Перестройки. Копии «Штирлиц, или Как размножаются ёжики», как анонимное народное творчество, быстро распространялись по всей стране. Их перепечатывали под разными названиями и в разных издательствах. У произведения появлялись различные анонимные продолжения, эксплуатирующие популярность оригинала, к которым Асс и Бегемотов уже не имели никакого отношения, но которые включались в новые публикации. По оценкам авторов, к 1992 году число только отслеженных ими и только бумажных публикаций (список которых они вели) приблизилось к миллиону экземпляров. Все они печатались без разрешения авторов, авторство было указано только в нескольких из них и почти ни одно издательство, по словам авторов, не выплатило им какого-либо гонорара.
Пару лет спустя даже крупные издательства хотели, но не могли сразу узнать, кому принадлежит авторство бестселлера. В «Книжном обозрении» высказывалось предположение, что автором является известный писатель, решивший скрыть своё имя для столь несерьёзного произведения: может быть, сам Юлиан Семёнов или же Владимир Войнович. «Литературная газета» пессимистично писала, что «вероятно, мы так никогда и не узнаем имени автора этой книги, ещё одного бойца невидимого фронта искусства».

### 1990 год. Скандал с издательством «Наука»
Одна из анонимных перепечаток вышла в 1990 году в типографии Ленинградского отделения издательства «Наука» под названием «Восемнадцатое мгновение весны» с тиражом 200 000 экземпляров. На этот раз резонанс был достаточно велик и на него обратили внимание в центральной печати. В газете «Известия» вышел фельетон «Автора!», в котором требовали найти и призвать к ответу анонимов, глумящихся над отечественной историей. Отдельно автора фельетона возмутил факт выхода из научной типографии с массой ошибок правописания и с искажёнными именами. Например, Гиммлер везде был напечатан как «Гимлер». Авторы написали в редакцию письмо с пояснениями и отказом от ответственности, но ответа не получили. Через пару недель в «Известиях» вышла новая публикация на тему, в которой уточнялось, что издательство «Наука» решительно отрицает какую-либо связь с фактом публикации.

### Авторское издание
В 1992 году Асс и Бегемотов подготовили и выпустили единственное, по их словам, авторское издание произведения: именно в том виде и композиции, которые сами считали верными и без чьих-либо продолжений. Издание было снабжено предисловием об истории создания и самими авторами написанной шуточной рецензией от имени «доктора философских наук Адама Арнольдовича Кронштейна». Иллюстрации к книге сделаны Ассом, обложку оформила И. Смирнова. Это издание вышло суммарным тиражом 10 000 экземпляров.
Забавная история произошла с ISBN книги 5-87604-006-1, который в 2001 году по какой-то причине был выдан повторно для публикации научного труда В. Н. Ярхо «Древнегреческая литература: Эпос; Ранняя лирика». В результате если база WorldCat сохранила исходную запись 1992 года, то в Google Книги был создан симбиоз. Там существует виртуальная книга «Древнегреческая литература. Эпос. Ранняя лирика» за авторством Асса и Бегемотова и с титульной страницей про Штирлица.

### 1992 год. Начало сотрудничества с издательством МиК

«Штирлиц на связи с Центром» — рисунок Антона Федотова к изданию 1992 года

В 1992 году в судьбе произведения произошло качественное изменение. Начинающий предприниматель Борис Леонтьев, владелец небольшого издательства «МиК», оценил коммерческий потенциал сетевой юмористической литературы и к своему изданию подошёл более вдумчиво. Несколько лет спустя в интервью для журнала «Книжное дело» он так изложил начало событий:

Блуждая по компьютерным сетям, я наткнулся на файл с повестью молодых московских литераторов П. Асса и Н. Бегемотова „Как размножаются ёжики“. Это была превосходная пародия на знаменитый роман Ю. Семёнова „Семнадцать мгновений весны“».

Леонтьев написал несколько новых частей, повесть таким образом приобрела статус романа. Потом был найден художник, выполнивший иллюстрации, взят в банке кредит и выпущена в свет книга под названием «Операция „Шнапс“ и другие похождения штандартенфюрера СС фон Штирлица». Тираж в 100 тыс. разошёлся скоро. Так, благодаря чувству юмора российских читателей, родилось новое издательство.
Действительная последовательность событий была несколько иной. Борис Леонтьев действительно оценил коммерческий потенциал произведения, найденного им в одной из блуждавших по стране копий, однако отнёсся к нему стандартно: как к анонимному «ничейному» труду. К нему он подобрал пару анонимных продолжений и добавил собственную часть «Кубинские приключения». Был нанят молодой художник Антон Федотов, который выполнил свыше ста чёрно-белых иллюстраций, которые сами авторы оценили как «замечательные картинки». В таком виде «Штирлиц, или Как размножаются ёжики», ставшее первой частью «романа», и увидело свет, в этот раз под названием «Операция „Игельс“».
Памятуя о скандале 1990 года и провокативности даты начала продаж, как раз к годовщине начала Великой Отечественной войны, в рецензии «Коммерсанта» подчёркивалось, что части книги, кроме последней, «являются народным творчеством и долгое время ходили в списках» и что «авторы довольствуются лёгкой иронией, сатирическим описанием отдельных исторических моментов и пародированием семёновского текста».
Асс и Бегемотов связались с Леонтьевым и в этот раз не были проигнорированы. Так как весь стартовый капитал «МиК» был основан на успехе именно их произведения, то в этот раз они получили гонорар — по их оценкам весьма незначительный — и предложение о дальнейшем сотрудничестве, которое они приняли. Ими были (без особого желания) позднее написаны для издательства новые части «Корейский вопрос» (совместно), «Вторая молодость» (Бегемотов) и «Вперёд в прошлое» (Асс). Все иные продолжения «про Штирлица» ими не писались и не редактировались.
В 1993 году издательством «МиК» было издано новое расширенное и дополненное издание «Похождения штандартенфюрера CC фон Штирлица. В двух томах», в первый раз за всё время с ведома и разрешения соавторов, с их именами на обложке и под оригинальным названием их исходной части. В чарте «Книжного обозрения» это издание на январь следующего года занимало первое место в списке бестселлеров Москвы. В 1994 году последовало новое переиздание в том же издательстве.
Одним из негативных последствий трудного начала рассматриваемого сотрудничества стала путаница с отслеживанием истинного авторства. Например, один литературный критик в 2006 году остался под впечатлением, что Борис Леонтьев является единственным автором всех частей произведения, выступающим под групповым псевдонимом «Павел Асс и Нестор Бегемотов».

## Оценки произведения
Оценки произведения разнятся от «низкопробного опуса», вдобавок оскорбляющего память о войне, — до «лёгкой иронии» и безобидного пародирования.
По итогам 2003 года Нестор Бегемотов получил премию «Золотой телёнок» от «Литературной газеты» с формулировкой

Нестор Бегемотов, в миру Олег Романов, прозаик и пропагандист штирлицизма, по совместительству автор романа «Штирлиц, или Как размножаются ёжики», за публикации рассказов и миниатюр в «ЛГ»

Во в целом позитивной критической статье 1992 года в этой же газете произведение было названо анонимным, автора или авторов которого «мы так никогда и не узнаем».
В номинации был проигнорирован второй соавтор Павел Асс (Павел Афонин), который в «Литературной газете» ни разу не публиковался и потому не мог быть номинирован.
Глубокую трактовку в одной из своих публичных лекций предлагает Дмитрий Быков. Назвав Асса и Бегемотова своими замечательными друзьями, а само произведение написанным полностью в традициях Ильфа и Петрова, он отмечает, что «Штирлиц, или Как размножаются ёжики» стала одной из последних книг, которые прочитал перед смертью Юлиан Семёнов и что книга эта ему очень понравилась. Штирлиц же в этом произведении выступает в роли классического трикстера, как осовремененный аналог Бендера в своего рода третьей части несостоявшейся трилогии (имея в виду дилогию «Двенадцать стульев» и «Золотой телёнок»).